# Kütertor (Lübeck)

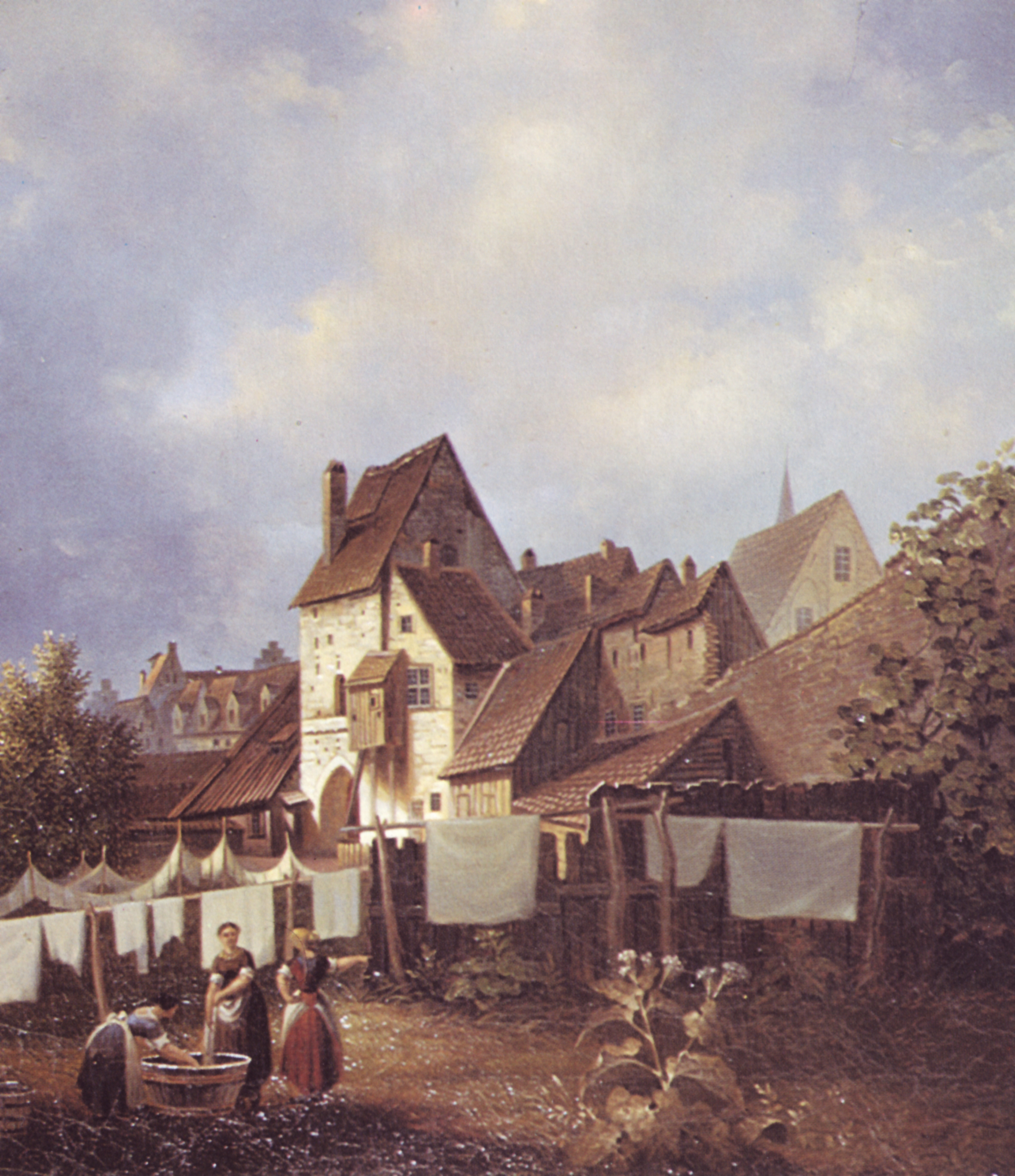
Das Kütertor von der Wakenitz aus gesehen, 1851

Das Kütertor war ein Stadttor der Lübecker Stadtbefestigung.
Es befand sich unterhalb der Fleischhauerstraße und ermöglichte den Zugang zu den außerhalb der Stadtmauer gelegenen Schlachthäusern, die als Pfahlbauten am Ufer der Wakenitz errichtet waren. Von der Berufsbezeichnung Küter (Fleischer) leitete sich der Name des Tores ab.
Das Kütertor, im Jahre 1309 erstmals als porta Kuterum urkundlich erwähnt, war ein kleines Tor, das nicht als Durchlass für eine Straßenverbindung diente. Dementsprechend war es nicht repräsentativ oder befestigungstechnisch aufwendig errichtet, sondern als einfacher Torturm erbaut worden.
1853/54 wurde das Kütertor vollständig abgebrochen.

## Bilder

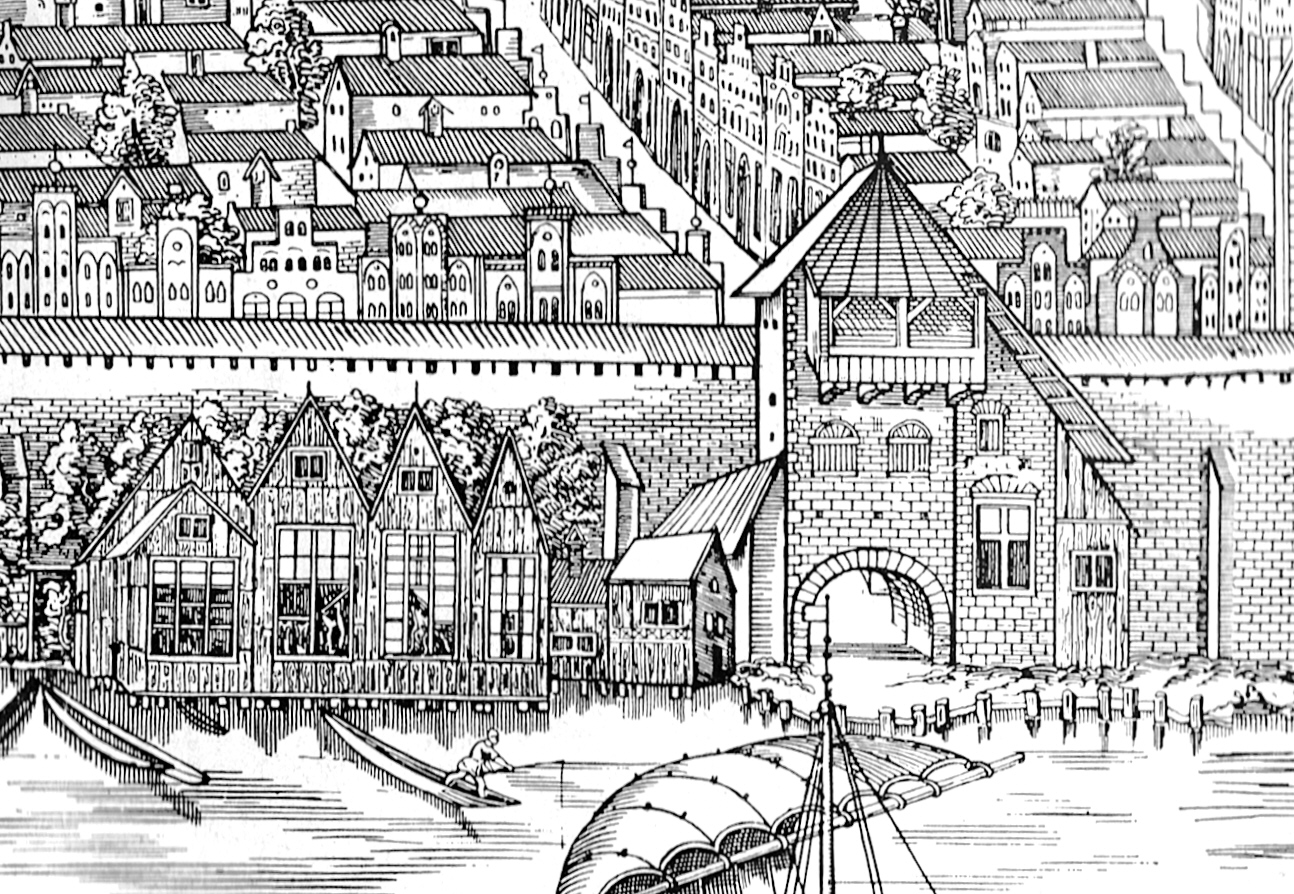
Das Kütertor mit den links davon gelegenen Schlachthäusern, dargestellt auf der Lübecker Stadtansicht des Elias Diebel von 1552
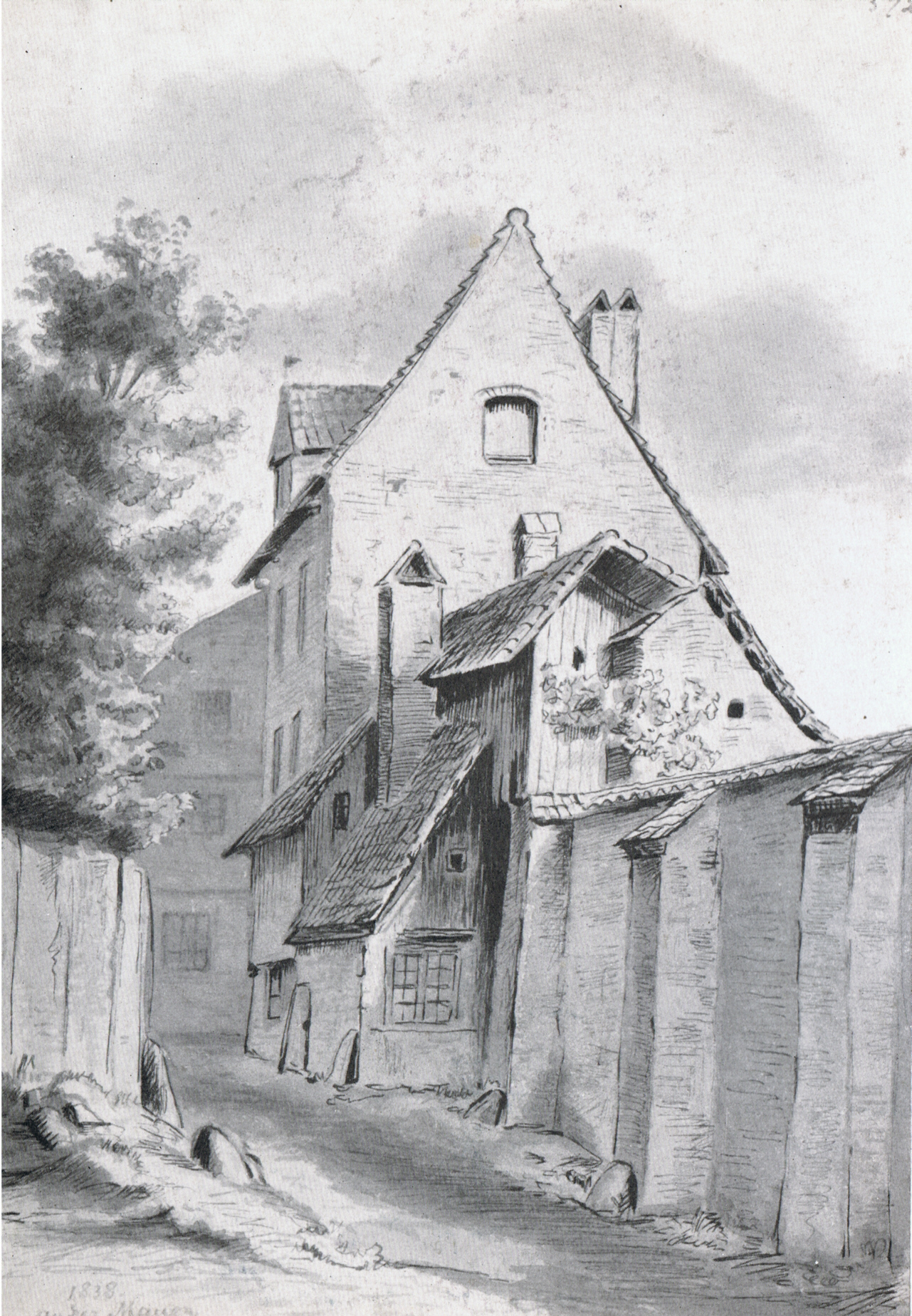
Das Torhaus des Kütertors, gezeichnet von Carl Julius Milde im Jahre 1838